# 통닭구이
통닭구이(영어: roast chicken 로스트 치킨[*])는 닭을 통째로 구운 고기 요리의 하나이다. 오븐이나 그릴에 굽기, 꼬치에 꿰어 굽기, 로스터 등에 구이기 등 조리법은 다양하며, 영국과 캐나다, 미국의 대표적인 크리스마스 요리이다.

## 같이 보기
- 구이
- 통닭튀김